# Södermalmsupploppet
Södermalmsupploppet utspelade sig under tre kvällar i början av juli 1719 i kvarteren runt Stora och Lilla Glasbruksgatan på Södermalm i Stockholm. Några hundra personer samlades och förstörde sammantaget elva hus. I området nära Katarina kyrka samt på några platser i Gamla Stan gick folkmassor till angrepp på hus i vilka bordeller och krogar hade inrättats.

## Bakgrund
I bebyggelsen vid Glasbruksgatorna bodde en del av Stockholms fattigare befolkning. Yrkeskategorier i anslutning till sjöfarten präglade området. I likhet med rikets övriga delar plågades Stockholm av svält och farsoter. Utifrån hotades Stockholm av angrepp sedan delar av den ryska flottan samlats vid Åland. I huvudstaden var läget pressat sommaren 1719.

## Förloppet
Upploppet startade om torsdagkvällen den 2 juli på en krog som drevs av Magdalena Pihl och Maria Ihre på Lilla glasbruksgatan. En dispyt mellan soldaten Petter Hogman, som utbröt sedan någon tackat nej till en sup, och några båtsmän urartade till slagsmål med både knivar och knytnävar: Hogman ska ha huggit en av båtsmännen med en värja. Bråket spred sig ut på gatan, där Hogman till slut var omringad av åtta båtsmän. 
Hogman räddade sig därifrån, men återkom den 3 juli, tillsammans med målaren Christoffer Tomson, köpmannen Nyman och en regementsskrivare vars namn är okänt. De fyra männen antydde att Pihl och Ihre var prostituerade. När Magdalena Pihl avböjde en skål och sade emot Tomsons förmodan att hon var prostituerad började han misshandla henne med en käpp där hon stod med sin dotter i famnen.
Tomson och Hogman högg sönder krogens inredning, krossade fönstren och slet av fönsterluckorna och försvarade vandaliseringen med att krogen var ett horhus. Grannkvinnan Juliana, som kommit för att servera, blev misshandlad. Vid huset samlades en folkmassa, i vilken bland annat båtsmän, gardessoldater, soldater, officerare och även en hel del kvinnor ingick. De två underofficerarna fänrik Normarck och löjtnant Härtz eggade på mobben, som började ropa att horhuset borde skövlas. Efter att ha kastat sten mot fasaden bröt sig folkmassan in i huset och krossade allt i dess väg. Lösöret stals eller förstördes. Magdalena Pihl misshandlades och rånades på sin börs och guldkedja. Maria Ihre flydde och tillkallade stadsvakten, som dock var för få för att ingripa; de grep dock några eftersläntrare och lyckades genom den metoden successivt få fram allt fler namn som senare skulle leda till gripanden.
Under lördagen 4 juli spreds rykten att en av stadens mest kända bordeller hade förstörts och att övriga bordeller skulle attackeras under samma kväll och natt. Det hade länge cirkulerat listor på i vilka hus dessa bordeller fanns, och en av dem var Wendela Tranelias gård, som låg bredvid Pihls och Ihres krog, och som blev nästa hus som attackerades. Den mest aktiva i upploppen sades vara "Garvare Mårten" Widman, som senare uppgav att han deltagit för att han väcktes av en kvinna som talade om för honom att "de håller på att stena slampställen". Det började med stenkastning mot fasaden av en grupp pojkar, varefter de fick sällskap av vuxna, och slutligen bröt sig en folkmassa in och totalförstörde huset och slängde ut möblerna genom fönstren. Därefter fortsatte folkmassan till Petter Ahlqvists hus.  
Under lördagen förstördes sammanlagt tio hus i kvarteren runt glasbruksgatorna. Den 5 juli förstördes Johan Portmans gård i vilket en helt legal krog var inhyst. I kvällningen gick en folkmassa till angrepp mot tre hus i Gamla Stan: ett hus i Hälsinges gränd nära Västerlånggatan, ett annat i Germundsgränd vid Järntorget samt en gård i Hoparegränd närmare Skeppsbron. Ägaren till huset i Hoparegränd lyckades dock stoppa attacken genom att övertyga massan om att "inget orärligt folk" längre bodde kvar där, och folkmassen vandaliserade därefter hans granne Catharina Lundbergs hus, som blev det sista som vandaliserades.

## Rättsligt efterspel
Några polisiära ingripanden skedde inte i samband med upploppen, även om en vaktstyrka kallades till de då pågående upploppen i Gamla Stan under den tredje orosdagen. Det rättsliga efterspelet blev ändå omfattande. Efter förundersökningen åtalades 64 personer för olika förseelser. Bland dem fanns flera hantverkare, gesäller, lärlingar, soldater och soldathustrur samt ett stort antal båtsmän. Även barn och kvinnor åtalades: kvinnorna hade som regel deltagit i den folkmassa som kastat sten mot husen men oftast stannat kvar ute på gatan när männen bröt sig in, och de åtalades också oftare för stöld snarare än misshandel och skadegörelse.
Slutligen dömdes 36 av dessa till olika straff, de flesta till böter, medan ett fåtal dömdes till fängelse på upp till 28 dygn. Ett undantag var Mårten Widman som utpekades som en av upploppets anstiftare. Han var först att storma Anna Christina Siborgs hus och hota hennes piga Lovisa Olofsdotter. Widman dömdes till döden, men dödsdomen kom aldrig att verkställas. Petter Hogman flydde till Jönköping men greps och dömdes till sju gatlopp. 17 personer, samtliga militärer, dömdes till gatlopp medan andra, företrädesvis kvinnor och ungdomar, dömdes till spöstraff.

## Upploppets orsaker
Mats Berglund framhåller i sin avhandling Massans röst att angreppen mot krogar och bordeller kan ha varit planerade. Han nämner att listor över vilka hus som var aktuella för ödeläggelse kan ha cirkulerat före upploppen. Berglund pekar på att den extrema trångboddhet som rådde var en viktig orsak till upploppen. I hans tolkning av upploppet inkräktade den utbredda prostitutionen på möjligheterna till privatliv och då myndigheterna inte ingrep mot prostitution, tog Glasbruksgatornas invånare saken i egna händer. Så kallade "bordellstormingar" var heller inte ovanliga under den förindustriella epoken utan förekom i flera av Europas storstäder.